# 香港特別行政區第一屆政府
香港特別行政區第一屆政府，或稱第一任董建華政府，代表香港主權移交後首屆政府，任期由1997年7月1日起、至2002年6月30日結束。400人的香港特別行政區第一屆政府推選委員會在1996年選出董建華為香港首任行政長官。

## 選舉
香港特別行政區第一屆政府推選委員會在1996年成立，400名委員負責選出行政長官。最終董建華得到320票，擊敗前首席大法官楊鐵樑和富豪吳光正。同年12月16日，國務院總理李鵬簽署國務院令，任命董建華為香港首任行政長官。

## 內閣

### 政府
第一屆政府的所有部門首長，除律政司馬富善轉為律政司司長梁愛詩外，皆是由港英時代順利過渡。
另外，此屆政府共改組了數個決策部門：
- 文康廣播局在1998年4月1日解散，由資訊科技及廣播局[5]和民政事務局取代
- 2000年1月1日起，衞生福利局和規劃環境地政局改組為衞生福利及食物局和規劃地政局[6]

較矚目的內閣人事變動為政務司司長陳方安生在2001年4月30日辭職並下台，其後財政司司長曾蔭權接任。
| 職位                 | 閣員 | 閣員     | 上任          | 離任             | 政黨   |
| -------------------- | ---- | -------- | ------------- | ---------------- | ------ |
| 行政長官             |      | 董建華   | 1997年7月1日  | 第二任董建華政府 | 無黨籍 |
| 政務司司長           |      | 陳方安生 | 1997年7月1日  | 2001年4月30日    | 無黨籍 |
| 政務司司長           |      | 曾蔭權   | 2002年5月1日  | 第二任董建華政府 | 無黨籍 |
| 財政司司長           |      | 曾蔭權   | 1997年7月1日  | 2001年4月30日    | 無黨籍 |
| 財政司司長           |      | 梁錦松   | 2001年5月1日  | 第二任董建華政府 | 無黨籍 |
| 律政司司長           |      | 梁愛詩   | 1997年7月1日  | 第二任董建華政府 | 無黨籍 |
| 文康廣播局長         |      | 周德熙   | 1997年7月1日  | 1998年3月30日    | 無黨籍 |
| 公務員事務局局長     |      | 林煥光   | 1997年7月1日  | 2000年7月31日    | 無黨籍 |
| 公務員事務局局長     |      | 王永平   | 2000年8月1日  | 2002年6月30日    | 無黨籍 |
| 工商局局長           |      | 俞宗怡   | 1997年7月1日  | 1998年3月30日    | 無黨籍 |
| 工商局局長           |      | 周德熙   | 1998年3月31日 | 2002年6月30日    | 無黨籍 |
| 政制事務局局長       |      | 吳榮奎   | 1997年7月1日  | 1997年8月3日     | 無黨籍 |
| 政制事務局局長       |      | 孫明揚   | 1997年8月4日  | 2002年6月30日    | 無黨籍 |
| 經濟局局長           |      | 葉澍堃   | 1997年7月1日  | 2000年6月12日    | 無黨籍 |
| 經濟局局長           |      | 李淑儀   | 2000年7月13日 | 2002年6月30日    | 無黨籍 |
| 教育統籌局局長       |      | 王永平   | 1997年7月1日  | 2000年7月3日     | 無黨籍 |
| 教育統籌局局長       |      | 羅范椒芬 | 2000年7月3日  | 2002年6月30日    | 無黨籍 |
| 環境食物局局長       |      | 任關佩英 | 2000年1月1日  | 2002年6月30日    | 無黨籍 |
| 財經事務局局長       |      | 許仕仁   | 1997年7月1日  | 2000年5月31日    | 無黨籍 |
| 財經事務局局長       |      | 葉澍堃   | 2000年6月13日 | 2012年6月30日    | 無黨籍 |
| 衞生福利局局長       |      | 霍羅兆貞 | 1997年7月1日  | 1999年9月19日    | 無黨籍 |
| 衞生福利局局長       |      | 楊永強   | 1999年9月20日 | 第二任董建華政府 | 無黨籍 |
| 民政事務局局長       |      | 孫明揚   | 1997年7月1日  | 1997年8月3日     | 無黨籍 |
| 民政事務局局長       |      | 藍鴻震   | 1997年9月4日  | 2000年7月6日     | 無黨籍 |
| 民政事務局局長       |      | 林煥光   | 2000年7月10日 | 2002年6月30日    | 無黨籍 |
| 房屋局局長           |      | 黃星華   | 1997年7月1日  | 2002年4月12日    | 無黨籍 |
| 資訊科技及廣播局局長 |      | 鄺其志   | 1998年5月4日  | 2000年3月5日     | 無黨籍 |
| 資訊科技及廣播局局長 |      | 尤曾家麗 | 2000年7月1日  | 2002年6月30日    | 無黨籍 |
| 保安局局長           |      | 黎慶寧   | 1997年7月1日  | 1998年8月30日    | 無黨籍 |
| 保安局局長           |      | 葉劉淑儀 | 198年8月31日  | 第二任董建華政府 | 無黨籍 |
| 運輸局局長           |      | 蕭炯柱   | 1997年7月1日  | 1997年8月4日     | 無黨籍 |
| 運輸局局長           |      | 吳榮奎   | 1997年8月4日  | 2002年4月1日     | 無黨籍 |
| 庫務局局長           |      | 鄺其志   | 1997年7月1日  | 1998年3月31日    | 無黨籍 |
| 庫務局局長           |      | 俞宗怡   | 1998年4月1日  | 2002年6月30日    | 無黨籍 |
| 規劃環境地政局局長   |      | 梁寶榮   | 1997年7月1日  | 1998年11月14日   | 無黨籍 |
| 規劃環境地政局局長   |      | 蕭炯柱   | 1999年1月21日 | 1999年12月31日   | 無黨籍 |
| 規劃地政局局長       |      | 蕭炯柱   | 2000年1月1日  | 2001年6月30日    | 無黨籍 |
| 規劃地政局局長       |      | 曾俊華   | 2001年7月16日 | 2002年6月30日    | 無黨籍 |
| 工務局局長           |      | 鄺漢生   | 1997年7月1日  | 1998年8月7日     | 無黨籍 |
| 工務局局長           |      | 李承仕   | 1998年8月7日  | 2002年6月30日    | 無黨籍 |

### 行政會議
特首董建華擔任行政會議的主席，行會包括14名成員，包括3名官守議員（政務、財政、律政司司長）以及11名非官守議員。所有成員都是由行政長官從立法會議員或社會具影響力人士中委任的。
特區首任行政會議非官守議員召集人為鍾士元，1999年6月30日退休後由梁振英接任。
2001年4月30日，梁錦松接任財政司司長，因而成為行政會議官守議員。
|  | 非官守議員 | 政治聯繫 | 公職                                                                   | 上任         | 離任             |
|  | ---------- | -------- | ---------------------------------------------------------------------- | ------------ | ---------------- |
|  | 鍾士元     | 無黨籍   | 行政會議非官守議員召集人（1997-1999年） 前行政局及立法局首席非官守議員 | 1997年7月1日 | 1999年6月30日    |
|  | 梁振英     | 無黨籍   | 行政會議非官守議員召集人（1999-2011年） 臨時立法會議員（特許測量師）   | 1997年7月1日 | 第二任董建華政府 |
|  | 楊鐵樑     | 無黨籍   | 前首席大法官                                                           | 1997年7月1日 | 2002年6月30日    |
|  | 方黃吉雯   | 無黨籍   | 無（會計師）                                                           | 1997年7月1日 | 2002年6月30日    |
|  | 王䓪鳴     | 無黨籍   | 前行政局召集人 房屋委員會主席                                          | 1997年7月1日 | 2002年6月30日    |
|  | 譚耀宗     | 民建聯   | 立法會議員                                                             | 1997年7月1日 | 2002年6月30日    |
|  | 錢果豐     | 無黨籍   | 前行政局議員 地下鐵路公司、滙豐、九龍倉集團董事                        | 1997年7月1日 | 2002年6月30日    |
|  | 李業廣     | 無黨籍   | 香港交易所主席                                                         | 1997年7月1日 | 2002年6月30日    |
|  | 唐英年     | 自由黨   | 臨時立法會議員                                                         | 1997年7月1日 | 2002年6月30日    |
|  | 梁錦松     | 無黨籍   | 教育統籌委員會主席                                                     | 1997年7月1日 | 2001年4月30日    |
|  | 鍾瑞明     | 無黨籍   | 房屋協會主席                                                           | 1997年7月1日 | 2002年6月30日    |